# Kirchspiel Garding
Kirchspiel Garding ist eine Gemeinde im Kreis Nordfriesland in Schleswig-Holstein auf der Halbinsel Eiderstedt.

## Geografie

### Geografische Lage
Das Gemeindegebiet von Kirchspiel Garding erstreckt sich zentral im Naturraum Eiderstedter Marsch. Es umschließt das Gebiet der Stadt Garding in Gänze.

### Gemeindegliederung
Das Gemeindegebiet besteht aus mehreren Siedlungspunkten. Im Einzelnen handelt es sich um:
- das Dorf: Borsthusen,
- die Häuser: Brückenhaus und Lehmberg,
- die Häusergruppen: Gardinggeest, Hülkenbüll, Kirchkoogweg, Korndeich, Marne, Norderweg und Sandwehle,
- die Einzelhöfe: Carstenshof, Paulshof, Siekbüll, Timonshof und Tönnieshof
- die Höfesiedlung: Altgardingdeich und
- die Streusiedlungen: Dreilandenkoog (teilweise),  Leegesee, Nordermarsch und Südermarsch.

Der Wohnplatz Sandwehle verdankt seinen Namen einer Deichbruchstelle. Sie wurde erst nach dem Zweiten Weltkrieg mit Sand wieder aufgeschüttet, anschließend befestigt und danach zur Bebauung freigegeben.

### Nachbargemeinden
Das Gemeindegebiet ist nach außen hin umgeben von:
|               | Poppenbüll                                  | Tetenbüll       |
| Tating        | Kompassrose, die auf Nachbargemeinden zeigt | Katharinenheerd |
| Grothusenkoog | Welt                                        |                 |

## Geschichte
Die Gemeinde Kirchspiel Garding geht zurück auf das gleichnamige historische Kirchspiel. Der heutige räumliche Zuschnitt entstand im Jahr 1590, als das Stadtgebiet von Garding vom verbliebenen Kirchspielgebiet getrennt wurde und Stadtrechte erhielt.

## Gemeindevertretung
Bei der Kommunalwahl 2023 errang die Dorfgemeinschaft Kirchspiel Garding (DKG) erneut alle neun Sitze in der Gemeindevertretung. Die Wahlbeteiligung betrug 55,5 Prozent.

## Sehenswürdigkeiten
In der Liste der Kulturdenkmale in Garding, Kirchspiel sind die in der Denkmalliste Nordfriesland eingetragenen Kulturdenkmale im Gemeindegebiet vermerkt.

## Wirtschaft und Infrastruktur

### Allgemeine Wirtschaftsstruktur
Das Gemeindegebiet ist größtenteils durch die landwirtschaftliche Urproduktion und von der örtlichen Siedlungsfunktion geprägt.
Der Strukturwandel in der Landwirtschaft hat die Zahl der wirtschaftenden Betriebe auf etwa 15 Vollerwerbsbetriebe stark dezimiert. Abfedernd wirkt die alternative Einkommensquelle des Fremdenverkehrs.

### Verkehr
In der umschlossenen Stadt Garding zweigt in südlicher Richtung die schleswig-holsteinische Landesstraße 241 ab und führt in die südlich gelegenen Siedlungen im Gemeindebereich und weiter nach Welt.
Die Bundesstraße 202 und die Bahnstrecke Husum–Bad St. Peter-Ording führen in Ost-West-Richtung durch das Gemeindegebiet. Im Ortsteil Sandwehle befindet sich ein Haltepunkt.